# 受胎告知 (コッサの絵画)
『受胎告知』（じゅたいこくち、英: Annunciation）は、イタリアの画家フランチェスコ・デル・コッサにより1470年に描かれた絵画である。
ドレスデンにあるアルテ・マイスター絵画館に収蔵されている。

## 作品
縦に長いパネルの上部8割程度に、大理石で造られた建物における「受胎告知」が描かれており、桟状の境界から下の2割程度に、「キリストの降誕」が描かれている。

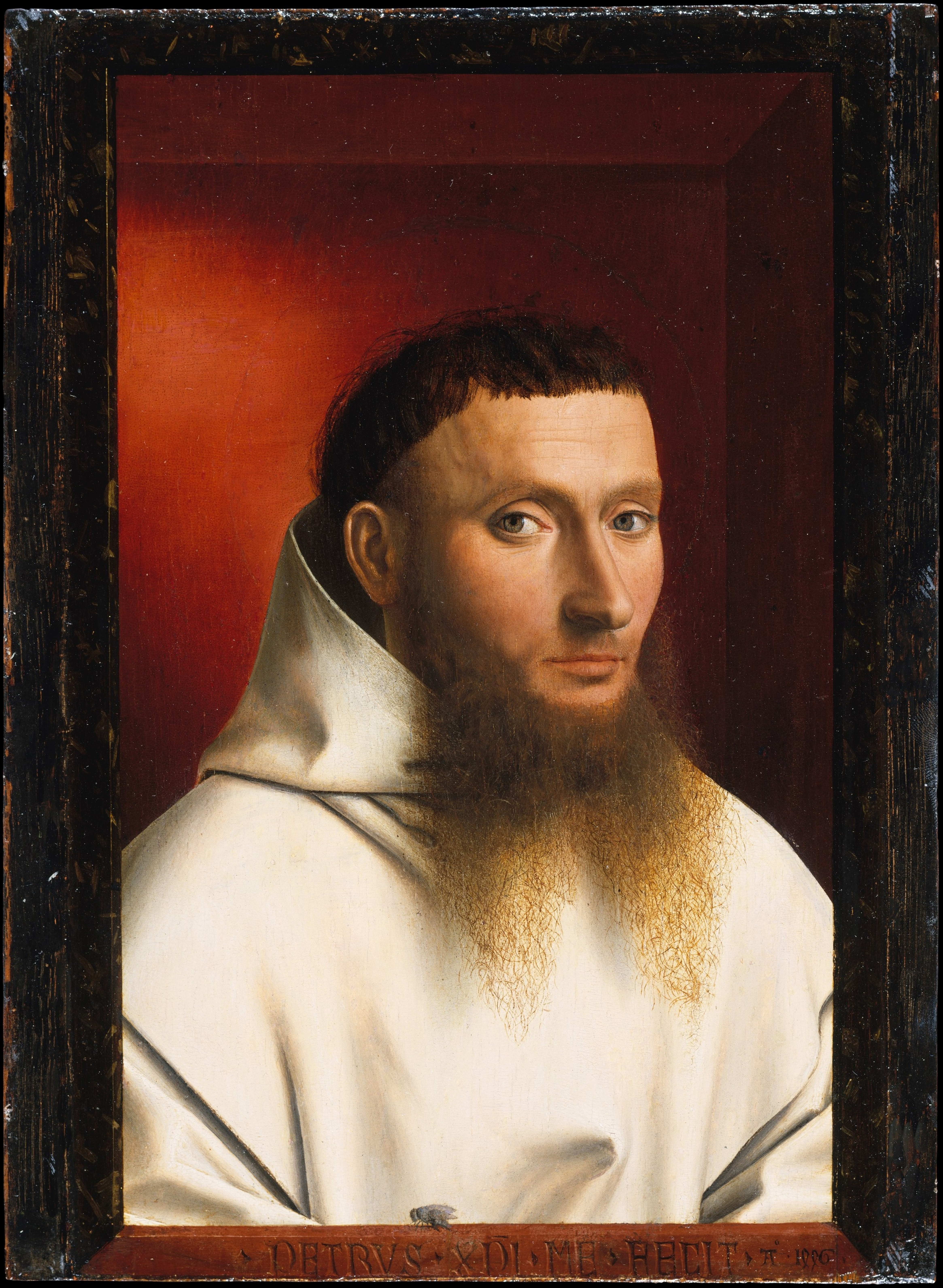
『カルトジオ会修道士の肖像』

画面の右側に立つ聖母マリアの手前で、桟に沿うようにしてカタツムリが這っているのであるが、絵の中の床の表面を這っているのか、絵の外の桟の上を這っているのかのいずれであるかは、判然としない。
絵の外を這っているのであれば、ペトルス・クリストゥスによる『カルトジオ会修道士の肖像』（1446年）の額縁の上に留まったハエと同じであるといえる。
大天使ガブリエルは、背中にクジャクの羽根を使った翼を着け、頭部には演劇で使う小道具を思わせる輪を着けている。ガブリエルの背景は、街の風景になっており、ガブリエルの右腋の下のはるか奥に小さくイヌが描かれている。「受胎告知」という、キリスト教絵画では馴染み深い場面の中に、カタツムリやイヌが挿入されているというのは、極めて珍しい例であるといえる。
そのイヌの向こうにある建物の上階の窓辺には、1人の女性がおり、子どもを支えているようであることも確認できる。マリアの背景は寝室であり、大きな水盤が描かれている。父なる神が画面左方の空に浮かんでおり、そこから飛び立ったばかりのハトは、点のように小さく描かれている。

## 解釈
山形大学教授の元木幸一は、カタツムリのような小さな生物を道具として、トロンプ・ルイユを仕掛けることは、クスリとした笑い生み出すために発揮するユーモアなのである、との旨を述べている。美術史家のダニエル・アラスは、手前に描かれたカタツムリと空に描かれた父なる神のシルエットの類似性を指摘している。